# East Camden, Arkansas
East Camden là một thị trấn thuộc quận Ouachita, tiểu bang Arkansas, Hoa Kỳ. Năm 2010, dân số của thị trấn này là 931 người.

## Dân số
- Dân số năm 2000: 902 người.
- Dân số năm 2010: 931 người.